# Federazione Sammarinese Baseball-Softball
La Federazione Sammarinese Baseball-Softball (FSBS) si occupa dell'attività di baseball e softball nella Repubblica di San Marino dal 1969. Nel 1971 durante il Congresso Europeo tenuto in Milano, la federazione sammarinese è stata accettata come il nono membro della federazione europea..
Attualmente sono affiliate alla federazione quattro società sportive (San Marino BC, Titano Bears, Titano Hornets e Tigers SC), tra cui spicca il San Marino Baseball Club, militante nell'Italian Baseball League e già vincitore di cinque Campionati italiani, due Coppe Italia e tre Coppe dei campioni.
La federazione è incaricata di gestire la Nazionale di baseball, che ha partecipato in passato a due Campionati europei.
La federazione ha sede a Serravalle presso gli uffici del Comitato Olimpico Nazionale Sammarinese. Il consiglio direttivo è composto dal presidente Enea Ercolani, dai vice-presidenti  Pietro Lonfernini e Imperiali Francesco, dal segretario Monia MAGNANI e e dai consiglieri Fabbri Margaret, Aldo Morri, Grassi Federica e dal Presidente Onorario Maurizio GASPERONI.
L'attività sportiva della federazione si svolge allo Stadio di Baseball di Serravalle.